# Горњи Малован
Горњи Малован је насељено мјесто у Босни и Херцеговини, у општини Купрес, које административно припада Федерацији Босне и Херцеговине. Према попису становништва из 1991. у насељу је живјело 152 становника.

## Становништво
Према попису 1991. укупно: 152
| Националност       | 1991.        |
| Срби               | 134 (88,15%) |
| Хрвати             | 17 (11,18%)  |
| остали и непознато | 1 (0,65%)    |
| укупно             | 152          |